# Аболиционизм

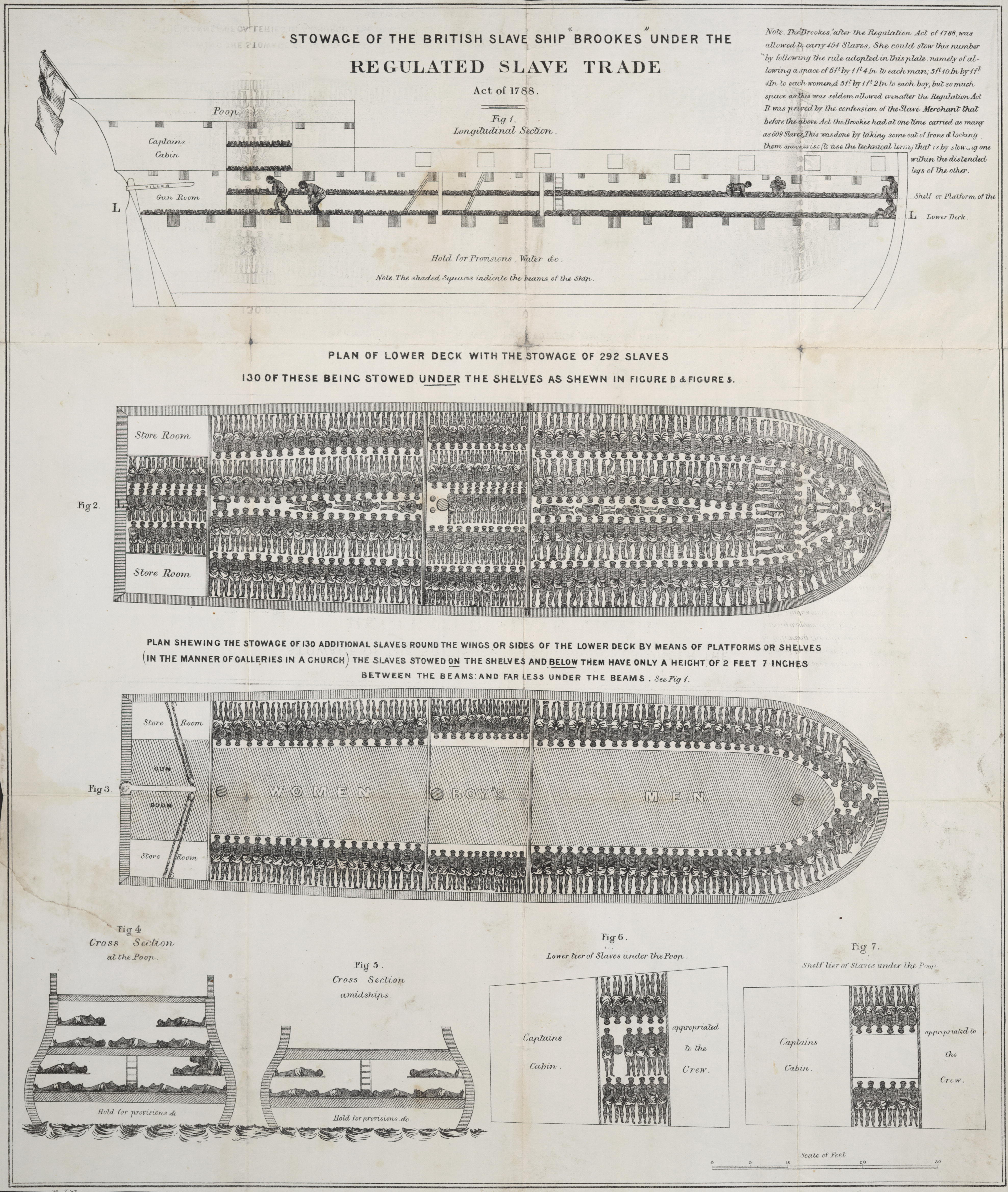
Плакат XVIII века со схемой перевозки рабов на парусном корабле

Аболициони́зм (англ. abolitionism от лат. abolitio «отмена») — движение за отмену рабства и освобождение рабов.
В XVIII в. против рабства выступало английское движение квакеров, а к концу того же столетия осуждение рабства стало частью европейского движения Просвещения. В эту эпоху аболиционистами называли тех филантропов, которые, не принимая прямого участия в деятельности политических партий, старались посредством публичных проповедей и печати содействовать уничтожению рабства. К началу XIX века большинство правительств европейских стран признали необходимость отмены рабства.
В 1807—1808 гг. был запрещён ввоз африканских рабов в США и британские колонии. К 1833 году было полностью запрещено рабовладение в Британской империи, в том числе в британской части Вест-Индии, экономика которой веками строилась на рабском труде. Но в США рабство было запрещено лишь в 1865 году (см. Тринадцатая поправка к Конституции США). Рабство в Бразилии было упразднено в 1888 году, в Османской империи — в 1897 году (де-факто в 1923 году), в Китае — в 1910 году.
В 1948 году рабство было объявлено незаконным во Всеобщей декларации прав человека. 2 декабря 1949 года Генеральная Ассамблея ООН приняла «Конвенцию о борьбе с торговлей людьми и с эксплуатацией проституции третьими лицами» (резолюция № 317 (IV)). В дальнейшем 2 декабря стал отмечаться Международный день борьбы за отмену рабства.
В Саудовской Аравии рабовладение стало незаконным с 1962 года. Последней страной, отменившей рабство, была Мавритания, в которой рабство было упразднено президентским указом в 1981 году. В настоящее время рабство запрещено международным правом.

## Аболиционизм в Британской империи
Последние пережитки крепостного права исчезли в Британской империи ещё в начале XVII в., но и в просвещённом XVIII в. рабы из Африки, Азии и Америки ещё служили в богатых домах Лондона и Эдинбурга в качестве домашней прислуги. Перебираясь в американские колонии, англичане нередко брали с собой прислугу и рабов из Индии. Поскольку они не были проданы в рабство на территории Великобритании, их законный статус до 1772 г. оставался неопределённым.
В 1765 году лондонский врач Гранвиль Шарп спас жизнь чернокожего раба, привезённого хозяином из Барбадоса, до полусмерти избитого и брошенного на улице. Когда через два года хозяин встретил бывшего раба и запер у себя дома, Шарп через суд добился освобождения своего пациента, утверждая, что рабство аморально и противоречит английским законам.
В конце XVIII века в Великобритании состоялось несколько шумных судебных процессов, поколебавших представления о законности рабства и послуживших прецедентом для последующей борьбы аболиционистов в судебных органах.
Так, в 1772 г. некий Чарльз Стюарт попытался схватить своего беглого раба по имени Джеймс Сомерсет и сослать его на Ямайку для работы на сахарных плантациях. Будучи в Лондоне, Сомерсет был крещён, и его крёстные родители опротестовали решение рабовладельца в суде, требуя соблюдения британского закона Хабеас корпус. Судья Мюррей в своём решении от 22 июня 1772 г. заявил:

Состояние рабства таково, что в настоящее время невозможно обосновать его в суде, опираясь на простой здравый смысл или общие соображения о природе или политике; оно должно иметь законные основания; …ни один хозяин никогда не мог здесь взять раба силой и продать за границу за то, что он уклоняется от выполнения своих обязанностей или по каким-либо иным причинам; мы не можем сказать, что это разрешено или оправдано каким-либо законом этого королевства, поэтому этот человек должен быть освобождён.Оригинальный текст (англ.)The state of slavery is of such a nature, that it is incapable of now being introduced by Courts of Justice upon mere reasoning or inferences from any principles, natural or political; it must take its rise from positive law; ...no master ever was allowed here to take a slave by force to be sold abroad because he had deserted from his service, or for any other reason whatever; we cannot say the cause set forth by this return is allowed or approved of by the laws of this kingdom, therefore the man must be discharged.
— Цитируется по публикации в газете General Evening Post от 21-23 июня 1772 г

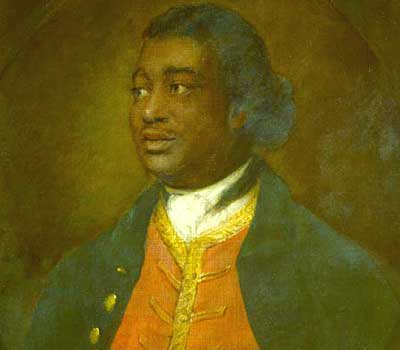
Игнатиус Санчо (около 1729—1780) по прозвищу «необыкновенный негр». Для британских аболиционистов XVIII в. он стал символом того, что африканцы — такие же люди, как все, а работорговля — аморальна.

Хотя с точки зрения закона это решение звучит довольно неопределённо, современники сочли его осуждающим рабство как незаконное состояние человека, что привело к освобождению в Великобритании свыше 10 тысяч рабов и стало основой для сложившегося впоследствии мнения, что рабство, законное в других британских владениях (в частности, в Северной Америке), на территории Британских островов теряет силу. C лондонских улиц исчезли объявления типа: «Продаются висячие замки из серебра для негров и собак».
Дело Сомерсета также помогло сложиться движению аболиционистов во всём англоязычном мире. Рабы один за другим начали уходить от своих хозяев и подтверждать своё право на свободу в судах. Тем не менее, в Шотландии того времени существовало и законное наследственное рабовладение и лишь в 1799 г. прекратило своё существование по специальному закону, принятому британским парламентом.
Однако рабовладение в самой Англии было не столь массово, как в колониях Великобритании, куда в XVIII веке рабов из Африки вывозили для работы на плантациях по сбору сахара, чая, кофе, табака и хлопка. Британские колонии на Карибах приносили такие барыши, что упразднение работорговли казалось почти невозможным. Однако в 1780 году группа интеллектуалов начала полемику по этому вопросу, а в 1785 году Оксфордский университет провёл конкурс эссе «Законно ли делать рабом человека против его воли?». В нём победил 25-летний студент-теолог Томас Кларксон, который затем связался с доктором Шарпом и созданным им кружком квакеров, чтобы организовать Комитет по отмене рабовладения.
Кларксон решил изучать положение с правами рабов в крупнейших негритянских портах, Бристоле и Ливерпуле, и чуть не пал жертвой нанятых рабовладельцами головорезов при их нападении в Ливерпуле.
В 1787 г. кампанию в парламенте за запрещение работорговли возглавил известный британский филантроп Уильям Уилберфорс — отпрыск богатой семьи землевладельцев, славившейся своими консервативными взглядами. Однако молодой пэр счёл своим долгом положить конец рабству, ибо оно противоречит христианскому догмату. В историю вошло его возражение на аргументы плантаторов, что те приобщают чернокожих к цивилизации, поскольку в Африке они живут в диких условиях: «Как бы то ни было, мы не имеем права делать человека счастливым против его воли».
К 1788 году за отмену рабовладения было собрано более 60 000 подписей.
В 1807 г. кампания увенчалась принятием Акта о запрете работорговли, который вначале был направлен на ограничение экономических интересов Франции, с которой Великобритания воевала, а затем был распространён и на неё саму.
Только в 1833 г. произошло полное запрещение рабства во всей Британской империи.

## Аболиционизм в США
Начало массового движения принято относить к 30-м гг. XIX в., когда начала издаваться газета «Либерейтор» и было основано Американское общество борьбы с рабством. К 1840 году в движении сложилось два течения. Большинство аболиционистов во главе с Уильямом Гаррисоном считало, что с рабством необходимо бороться, не прибегая к силе. Меньшинство, возглавляемое Фредериком Дугласом, выступало за применение вооружённой силы. Джон Браун предпринял неудавшуюся вооружённую попытку освободить рабов в 1859 году.

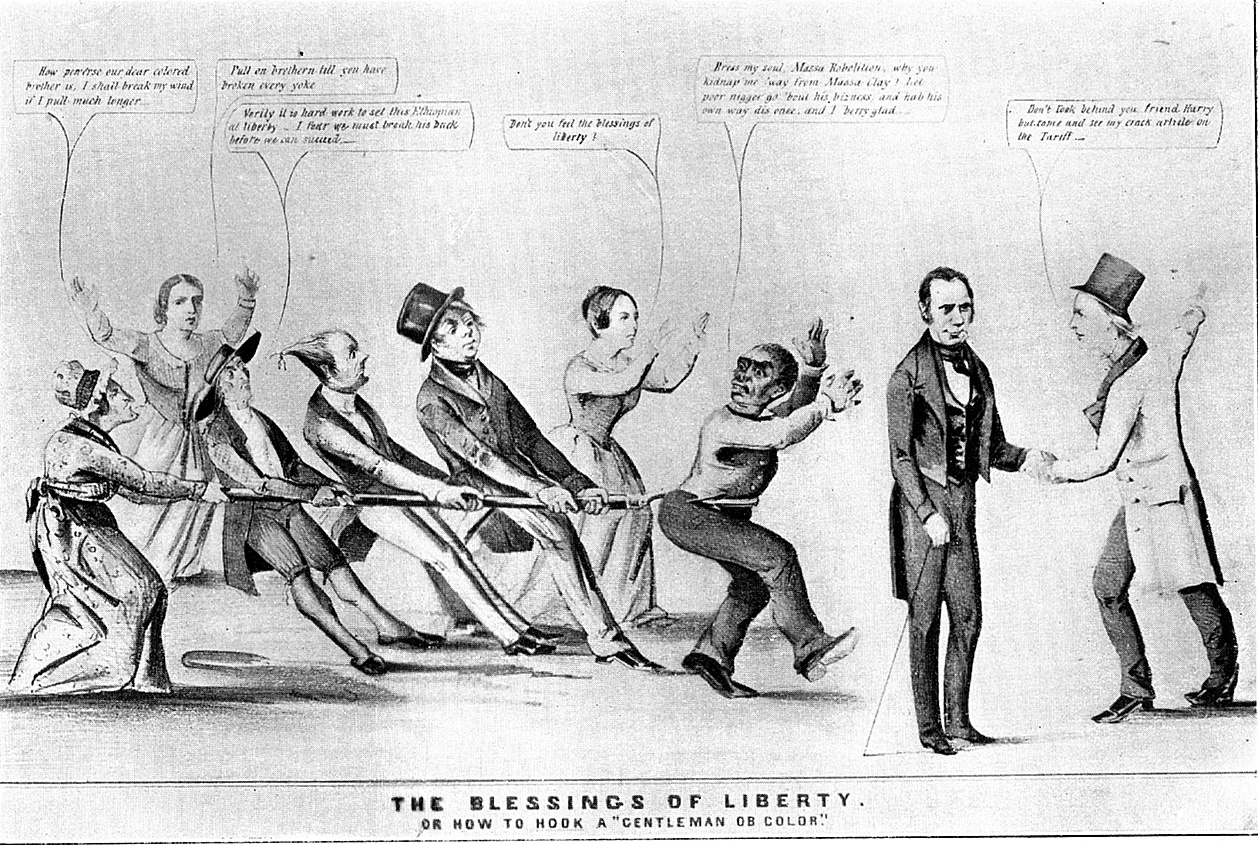
Довоенная карикатура на аболиционистов. Группа аболиционистов тащит к «свободе» упирающегося раба, стремящегося услужить своему господину.

Во всё продолжение существования республики аболиционисты, несмотря на то, что держались в стороне от практической политики, имели посредством энергичной и принципиальной агитации чрезвычайно важное влияние на развитие в Соединённых Штатах свободных учреждений. Но в то же время американских аболиционистов обвиняли в том, что их деятельность ставит под угрозу союз Севера и Юга, противоречит Конституции США, которая оставила решение вопроса о рабовладении на усмотрение отдельных штатов. Американские сторонники аболиционизма в 1816 году купили земли на побережье Африки и основали государство Либерия. В это государство предполагалось перевозить выкупленных рабов. Однако эта идея не получила развития. Плантаторы южных штатов не намеревались отказываться от дешёвого рабского труда, приносившего им огромные прибыли. Большинство рабов, родившихся в Америке, считали её своей родиной и не желали покидать штаты.
Резкий прорыв в борьбе с рабством связан с президентством Авраама Линкольна.
Аболиционизм как политическое движение исчерпал себя после того, как 22 сентября 1862 года была принята Прокламация об освобождении и 18 декабря 1865 года Тринадцатая поправка к Конституции США. 30 марта 1870 года Пятнадцатой поправкой бывшим невольникам было дано и право голоса.
Однако в современной философии, например, в произведениях английского философа Дэвида Пирса, слово аболиционизм приобрело ещё одно значение, обозначая движение, последователи которого выступают за избавление от страданий всех живых существ биосферы.
 — прецедентное дело в Верховном суде США (1859).

## Аболиционизм во Франции
Движение за отмену рабства в антильских колониях Франции началось в конце XVIII в., после Гаитянской революции. Крупнейший вклад в аболиционизм на протяжении XIX в. внёс Виктор Шельшер, благодаря деятельности которого в апреле 1848 г. рабство во Франции было отменено.

## Знаменитые аболиционисты
Среди видных представителей движения Уильям Ллойд Гаррисон, Фредерик Дугласс, Гарриет Табмен, Джон Браун, Вендел Филлипс, Гарриет Бичер Стоу, Ханс Кристиан Хег, Джонс Хопкинс, Джон Рокфеллер и др. Аболиционистами традиционно именовались белые противники рабства, хотя немалую роль в движении сыграли и негры, в том числе и некоторые беглые рабы.

## Солдаты аболиционизма
Презрительная с точки зрения южан кличка солдат армии северян в Гражданской войне 1861—1865.

## Подпольная железная дорога
- «Подпольной железной дорогой» в США в 1850 годах называли тайную организацию аболиционистов, переправлявшую беглых негров с Юга на Север, где не было рабства.

## Вымышленные аболиционисты
- В фильме «Облачный атлас» один из главных героев молодой юрист Адам Юинг и его жена Тельда покидают рабовладельческий юг Америки, чтобы присоединиться к аболиционистам.
- В романе Марка Твена «Приключения Гекльберри Финна» Гек говорит своему другу негру Джиму: «Обещал не выдавать — и не выдам! Честное индейское, не выдам! Пускай все меня назовут подлым аболиционистом, пускай презирают за это — наплевать. Я никому не скажу, да и вообще я туда больше не вернусь».

## Хронология борьбы против рабства
Поскольку понятие рабства и крепостного права в разных странах и в разные времена сильно отличались, под понятие рабства в его нынешнем трактовании подпадает гораздо больше, чем считалось современниками.
Средние века
- 960 год: Венецианский дож Пьетро IV Кандиано запрещает на народном собрании работорговлю.
- 1102 год: Работорговля, рабы, и крепостное право запрещены в Лондоне.
- 1117 год: Рабство прекращается в Исландии.
- 1214 год: Город Корчула издаёт закон, запрещающий рабство[13].
- 1215 год: Великая хартия вольностей в 30 параграфе, больше известном как Habeas Corpus, содержит закон, запрещающий рабство в законодательстве Англии.
- 1256 год: Liber Paradisus[итал.] — провозглашает запрет рабства и работорговли, крепостного права в Болоньи и освобождает всех рабов на её территории.
- 1274 год: Закон о земле (Landslova) запрещает рабство в Норвегии.
- 1315 год: Король Франции Людовик X подписывает указ: объявлены свободными все рабы на территории материковой Франции[14].
- 1335 год: Швеция Запрещает рабство[15].
- 1416 год: Дубровницкая республика запрещает рабство и работорговлю.

Новое время
1500—1700
- 1542 год, (20 ноября): Король Испании Карлос I под влиянием Бартоломе де Лас Касаса утвердил закон против порабощения американских индейцев.
- 1588 год: Речь Посполитая запрещает рабство, но не запрещает крепостничество[16].
- 1595 год: Португалия законодательно запрещает торговлю китайскими рабами[17].
- 1500-е года: Тоётоми Хидэёси запрещает рабство в Японии, но не запрещает крепостничество[18]
- 1624, (19 февраля): Король Португалии запрещает содержать китайцев и рабов на всей территории королевства[19][20].
- 1683: Испанская корона прекращает рабство в Чили.
- 1652: Рабство запрещено в колонии Род-Айленд.

1700—1800
- 1701: Высший суд Англии освобождает всех рабов, которые прибывают в страну[21].
- 1723 год: Российская империя запрещает работорговлю, но не запрещает крепостничество[22].
- 1775 год: Общество аболиционистов Пенсильвании основывают в Филадельфии. Это первое общество против рабства в Америке.
- 1761 год: Португалия запрещает рабство указом маркиза Жозе Помпала как на материковой части так и в колониях в Индии[23].
- 1777 год: Рабство отменено на Мадейре[24].
- 1777 год: Основной закон штата Вермонт запрещает рабство[24].
- 1778 год: Рабство объявлено незаконным в Шотландии.
- 1780 год: Пенсильвания издаёт закон против рабства, который освобождает детей-рабов. Закон становится примером для других северных штатов. Последний раб освобождён в 1847[25].
- 1783 год: Основной закон штата Массачусетс запрещает рабство[24].
- 1783 год: Россия прекращает рабство в Крымском ханстве[26].
- 1783 год: Буковина: Император Священной Римской империи Иосиф II предписывает запретить рабство 19 июня 1783 в Черновцах[27].
- 1787 год: Великобритания основывает для освободившихся рабов родину в Сьерра-Леоне.
- 1787 год: Общество аболиционистов основано в Великобритании[24].
- 1788 год: Сэр William Dolben предлагает закон, запрещающий перевозку рабов на кораблях под британским флагом.
- 1791 год: Гаитянская революция — единственное в истории успешное восстание рабов, произошедшее во французской колонии Сан-Доминго в 1791—1803 годах.
- 1792 год: Датско-норвежская уния объявляет вне закона трансатлантическую работорговлю[28].
- 1793 год: Верхняя Канада отменяет рабство.
- 1794 год: Франция: Первая республика отменяет рабство[24][29].
- 1799 год: Законодательство штата Нью-Йорк освобождает всех детей-рабов и всех обычных рабов к 1827[30].
- 1799 год: Шотландия запрещает труд рабов на всех угольных рудниках.

1800—1849
- 1802 год: Наполеон I восстанавливает рабство в колониях Франции[23].
- 1803 год: Датско-норвежская уния прекращает трансатлантическую работорговлю.
- 1803 год: Нижняя Канада отменяет рабство.
- 1804 год: Нью-Джерси запрещает рабство и сразу освобождает детей-рабов[25].
- 1804 год: Гаити провозглашает независимость и отменяет рабство[24].
- 1805 год: Палата общин Великобритании составила закон о запрете рабства, но палата лордов отвергла его.
- 1807 год (2 марта): Президент США Томас Джеферсон подписал закон, направленный против рабства. Закон запрещает ввоз рабов и входит в силу 1 января 1808.
- 1807 год: Великобритания — британский Парламент принял Акт о запрете торговли рабами (Abolition of the Slave Trade Act). Работорговля в колониях вне закона.
- 1807 год: Пруссия отменяет крепостное право.
- 1807 год: Великобритания начинает операцию против работорговли на побережье Западной Африки. Royal Navy освобождает к 1865 году около 150 000 рабов[31].
- 1808 год: В США закон против рабства вступил в силу[32].
- 1810 год: в Мексике Мигель Идальго-и-Костилья провозглашает рабов свободными. В войне за независимость запрет рабства — первый шаг к появлению нового государства.
- 1811 год: Испания отменяет рабство в своих колониях. Исключения: Куба, Пуэрто-Рико и Санто-Доминго[23].
- 1814 год: Нидерланды отменяют работорговлю.
- 1814 год: Уругвай провозглашает рабов свободными до провозглашения страны независимой.
- 1815 год: Великобритания платит Португалии 750 000 фунтов за прекращение рабства к северу от экватора[33].
- 1815 год: Венский конгресс: 8 стран-победительниц провозглашают линию против рабства.
- 1816 год: Крепостное право отменено в Эстляндии.
- 1817 год: Крепостное право отменено в Курземе.
- 1817 год: Испания платит Великобритании около 400 000 фунтов за прекращение работорговли на Кубе, в Пуэрто-Рико и Санто-Доминго[33].
- 1817 год: Штат Нью-Йорк прекращает рабство. Последний раб освобождён 4 июля 1827 года[34].
- 1818 год: Договор между Испанией и Великобританией отменяет работорговлю[35].
- 1818 год: Договор между Португалией и Великобританией отменяет работорговлю[35].
- 1818 год: Договор между Францией и Нидерландами отменяет работорговлю.
- 1819 год: Договор между Нидерландами и Великобританией отменяет работорговлю[35].
- 1819 год: Крепостное право отменено в Ливонии.
- 1822 год: Либерия становится новой родиной для освободившихся рабов.
- 1822 год: Греция прекращает рабство.
- 1823 год: Чили прекращает рабство[24].
- 1824 год: Центрально-американская республика прекращает рабство.
- 1827 год: Договор между Великобританией и Швецией отменяет работорговлю[35].
- 1828 год: Рабства нет в Штате Нью-Йорк[36].
- 1829 год: Последний раб освобождён в Мексике[24].
- 1830 год: Конституция Уругвая отменяет рабство.
- 1830 год: Президент Мексики Анастасио Бустаманте провозглашает отмену рабства в Техасе. Англосаксы Техаса объявляют рабов пожизненно помощниками по дому. Техас отходит от Мексики. Рабство в Техасе сохранится до 1865.
- 1831 год: Боливия отменяет рабство[24].
- 1833 год: Великобритания отменяет рабство в своих колониях[37].
- 1834 год: Британский закон, запрещающий рабство в колониях, освобождает около 700 000 рабов в Вест-Индии, 20 000 в Маврикии, 40 000 в Южной Африке[38].
- 1835 год: Договор между Великобританией и Францией отменяет работорговлю[35].
- 1835 год: Договор между Великобританией и Данией отменяет работорговлю[35].
- 1836 год: Португалия прекращает трансатлантическую работорговлю.
- 1839 год: Международное общество против рабства основано в Лондоне.
- 1840 год: Договор между Великобританией и Венесуэлой отменяет работорговлю[35].
- 1841 год: Квинтупленский договор между Великобританией, Францией, Россией , Пруссией и Австрией отменяет работорговлю[24].
- 1842 год: Договор между Португалией и Великобританией запрещает плавание португальских судов с рабами южнее экватора.
- 1843 год: Договор между Великобританией и Уругваем отменяет работорговлю[35].
- 1843 год: Договор между Великобританией и Мексикой отменяет работорговлю[35].
- 1843 год: Договор между Великобританией и Чили отменяет работорговлю[35].
- 1843 год: Договор между Великобританией и Боливией отменяет работорговлю[35].
- 1845 год: 36 кораблей Royal Navy патрулируют мировой океан с целью предотвращения работорговли.
- 1846 год: Британия оказывает давление на бея Туниса с целью прекратить работорговлю. Бей прекращает рабство в Тунисе[39].
- 1847 год: Османская империя отменяет работорговлю в Африке[40].
- 1847 год: Швеция отменяет рабство на острове Сен-Бартелеми, оставшееся от французского владения[41].
- 1847 год: Пенсильвания отменяет рабство[42].
- 1848 год: Дания отменяет рабство в колониях Вест-Индии[41].
- 1848 год: Рабство отменено во всех колониях Франции и Дании[24].
- 1848 год: Франция освобождает африканцев, захваченных португальскими работорговцами, освобождённые рабы основали поселение Либревиль, нынешнюю столицу Габона.
- 1848 год: Договор между Великобританией и Маскат отменяет работорговлю[35].
- 1849 год: Договор между Великобританией и странами Персидского залива отменяет работорговлю[35].

1850—1899
- 1851 год: Рабство отменено в Новой Гранаде[43].
- 1852: Королевство Гавайи отменяет земельное рабство (крепостное право)[44].
- 1853 год: Аргентина отменяет рабство с принятием новой конституции.
- 1854 год: Перу отменяет рабство[24].
- 1854 год: Венесуэла отменяет рабство[24][43].
- 1855 год: Молдавия частично отменяет рабство[45].
- 1856 год: Валахия частично отменяет рабство[45].
- 1861 год: Российская империя отменяет крепостное право[46].
- 1862 год: Договор между США и Великобританией прекращает работорговлю[35].
- 1862 год: Куба отменяет работорговлю[24].
- 1862 год: Договор между Великобританией и США отменяет работорговлю[35].
- 1863 год: Рабство прекращено в колониях Нидерландов[47].
- 1865 год: Окончательная отмена рабства в США (южные штаты)[24].
- 1869 год: Португалия отменяет рабство в колониях в Африке.
- 1873 год: Пуэрто-Рико отменяет рабство.
- 1873 год: Договор между Великобританией, Занзибаром и Мадагаскаром отменяет работорговлю[35].
- 1874 год: Великобритания отменяет рабство на Золотом Берегу.
- 1879 год: Болгария отменяет рабство.
- 1882 год: Османская империя отменяет рабство[48].
- 1886 год: Куба отменяет рабство[24].
- 1888 год: Бразилия отменяет рабство[49]
- 1890 год: Конференция в Брюсселе 1890 официально запрещает рабство и работорговлю на суше и на море. Закон касается прежде всего Конго, Османской империи и побережья Восточной Африки.
- 1894 год: Корея отменяет рабство[50].
- 1896 год: Франция отменяет рабство на Мадагаскаре.
- 1897 год: Занзибар отменяет рабство[51].

1900 — настоящее время
- 1902 год: Эфиопия запрещает рабство. Окончательно официально запретят в 1942.
- 1906 год: Китай отменяет рабство[22].
- 1912 год: Сиам окончательно отменяет рабство. Работорговля запрещена в 1897[52].
- 1921 год: Непал отменяет рабство[53][54].
- 1922 год: Марокко запрещает рабство[55].
- 1923 год: Афганистан отменяет рабство[56].
- 1924 год: Ирак отменяет рабство.
- 1924 год: Лига наций основывает временный комитет по рабству.
- 1928 год: Иран отменяет рабство[57].
- 1935 год: Генерал Италии Эмилио Де Боно провозглашает отмену рабства в Абиссинии[58].
- 1936 год: Великобритания официально отменяет  рабство в Северной Нигерии[59].
- 1942 год: Эфиопия отменяет рабство.
- 1948 год: Организация Объединённых Наций в Всеобщей декларации прав человека (пункт 4) запрещает рабство[60].
- 1952 год: Катар отменяет рабство.
- 1959 год: Китай отменяет рабство в Тибете.
- 1960 год: Нигерия отменяет рабство[61].
- 1962 год: Саудовская Аравия отменяет рабство.
- 1962 год: Йемен отменяет рабство.
- 1963 год: Объединённые Арабские Эмираты отменяют рабство.
- 1970 год: Оман отменяет рабство.
- 1981 год: Мавритания отменяет рабство[3].